# 烏字十五音
《烏字十五音》（白話字：O͘-jī Si̍p-ngó͘-im），亦稱《改良十五音》（白話字：Kái-liông Si̍p-ngó͘-im），是一本針對臺灣闽南语音韻特色改良的傳統閩南語十五音韻書，作者林登魁，於1955年由臺中瑞成書局印行出版。其改良對象為《彙集雅俗通十五音》（紅字）和《增補彙音》（烏字）等二部基於漳州話音韻的十五音經典。本書標榜以四十五字切音，較紅字的五十字精簡，也彌補烏字僅三十字之不足。本書以傳統數字標示聲母，用以拼切成音節，收錄4725音節。該書反映臺灣闽南语特色，收錄十五聲母、七聲調以及四十六韻母。